# Interlands Maltees voetbalelftal 1990-1999
Deze pagina toont een chronologisch en gedetailleerd overzicht van de interlands die het Maltees voetbalelftal speelde in de periode 1990 – 1999.

## Interlands

### 1990
|                                                           |                   |       |                      |                                                                                     |
| 7 februari Malta Voetbaltoernooi № 123 «onderlinge duels» | Malta             | 1 – 1 | Noorwegen            | Ta' Qalistadion, Ta' Qali Toeschouwers: 1.893 Scheidsrechter: Edgar Azzopardi (MLT) |
| 7 februari Malta Voetbaltoernooi № 123 «onderlinge duels» | Raymond Vella 38' |       | 22' Jan Åge Fjørtoft | Ta' Qalistadion, Ta' Qali Toeschouwers: 1.893 Scheidsrechter: Edgar Azzopardi (MLT) |

|                                                                              |                      |       |                                      |                                                                                       |
| 10 februari Malta Voetbaltoernooi № 124 «onderlinge duels» 15:00 uur (UTC+1) | Malta                | 1 – 2 | Zuid-Korea                           | Ta' Qalistadion, Ta' Qali Toeschouwers: 3.544 Scheidsrechter: Thorodd Pressberg (NOR) |
| 10 februari Malta Voetbaltoernooi № 124 «onderlinge duels» 15:00 uur (UTC+1) | Kristian Laferla 83' |       | 39' Paek Jong-Cheol 75' Hwangbo Gwan | Ta' Qalistadion, Ta' Qali Toeschouwers: 3.544 Scheidsrechter: Thorodd Pressberg (NOR) |

|                                                                    |                  |       |       |                                                                                      |
| 5 mei Vriendschappelijk № 125 «onderlinge duels» 14:00 uur (UTC−4) | Verenigde Staten | 1 – 0 | Malta | Rutgers Stadium, Piscataway Toeschouwers: 8.064 Scheidsrechter: Arturo Angeles (USA) |
| 5 mei Vriendschappelijk № 125 «onderlinge duels» 14:00 uur (UTC−4) | Eric Wynalda 7'  |       |       | Rutgers Stadium, Piscataway Toeschouwers: 8.064 Scheidsrechter: Arturo Angeles (USA) |

|                                                                     |                       |       |                                    |                                                                                  |
| 28 mei Vriendschappelijk № 126 «onderlinge duels» 18:00 uur (UTC+2) | Malta                 | 1 – 2 | Schotland                          | Ta' Qalistadion, Ta' Qali Toeschouwers: 3.000 Scheidsrechter: Carlo Longhi (ITA) |
| 28 mei Vriendschappelijk № 126 «onderlinge duels» 18:00 uur (UTC+2) | Michael Degiorgio 43' |       | 5' Alan McInally 81' Alan McInally | Ta' Qalistadion, Ta' Qali Toeschouwers: 3.000 Scheidsrechter: Carlo Longhi (ITA) |

|                                                                     |       |                                                       |         |                                                                                   |
| 2 juni Vriendschappelijk № 127 «onderlinge duels» 17:00 uur (UTC+2) | Malta | 0 – 3                                                 | Ierland | Ta' Qalistadion, Ta' Qali Toeschouwers: 800 Scheidsrechter: Edgar Azzopardi (MLT) |
| 2 juni Vriendschappelijk № 127 «onderlinge duels» 17:00 uur (UTC+2) |       | 43' Niall Quinn 72' Andy Townsend 87' Frank Stapleton |         | Ta' Qalistadion, Ta' Qali Toeschouwers: 800 Scheidsrechter: Edgar Azzopardi (MLT) |

|                                                                            |                                                                                           |       |       | |
| 31 oktober EK 1992 kwalificatie № 128 «onderlinge duels» 18:00 uur (UTC+2) | Griekenland                                                                               | 4 – 0 | Malta | Olympisch Stadion Spyridon Louis, Athene Toeschouwers: 7.768 Scheidsrechter: Ion Craciunescu (ROU) |
| 31 oktober EK 1992 kwalificatie № 128 «onderlinge duels» 18:00 uur (UTC+2) | Nikos Tsiantakis 37' Vassilis Karapialis 40' Dimitris Saravakos 59' Stefanos Borbokis 87' |       |       | Olympisch Stadion Spyridon Louis, Athene Toeschouwers: 7.768 Scheidsrechter: Ion Craciunescu (ROU) |

|                                                                             |                 |       |                   |                                                                                |
| 25 november EK 1992 kwalificatie № 129 «onderlinge duels» 14:30 uur (UTC+1) | Malta           | 1 – 1 | Finland           | Ta' Qalistadion, Ta' Qali Toeschouwers: 5.000 Scheidsrechter: Sadik Deda (TUR) |
| 25 november EK 1992 kwalificatie № 129 «onderlinge duels» 14:30 uur (UTC+1) | Hubert Suda 74' |       | 87' Erik Holmgren | Ta' Qalistadion, Ta' Qali Toeschouwers: 5.000 Scheidsrechter: Sadik Deda (TUR) |

|                                                                             |       | |           |                                                                                     |
| 19 december EK 1992 kwalificatie № 130 «onderlinge duels» 14:30 uur (UTC+1) | Malta | 0 – 8 | Nederland | Ta' Qalistadion, Ta' Qali Toeschouwers: 15.000 Scheidsrechter: Rolf Blattmann (SUI) |
| 19 december EK 1992 kwalificatie № 130 «onderlinge duels» 14:30 uur (UTC+1) |       | 8' Marco van Basten 19' Marco van Basten 23' Marco van Basten 52' Aron Winter 59' Dennis Bergkamp 64' Marco van Basten 65' Dennis Bergkamp 81' (pen.) Marco van Basten |           | Ta' Qalistadion, Ta' Qali Toeschouwers: 15.000 Scheidsrechter: Rolf Blattmann (SUI) |

### 1991
|                                                                            |       |                 |          |                                                                                     |
| 9 februari EK 1992 kwalificatie № 131 «onderlinge duels» 15:15 uur (UTC+1) | Malta | 0 – 1           | Portugal | Ta' Qalistadion, Ta' Qali Toeschouwers: 15.000 Scheidsrechter: Manfred Neuner (GER) |
| 9 februari EK 1992 kwalificatie № 131 «onderlinge duels» 15:15 uur (UTC+1) |       | 27' Paulo Futre |          | Ta' Qalistadion, Ta' Qali Toeschouwers: 15.000 Scheidsrechter: Manfred Neuner (GER) |

|                                                                           |                                                                                              |       |       |                                                                                   |
| 20 februari EK 1992 kwalificatie № 132 «onderlinge duels» 21:30 uur (UTC) | Portugal                                                                                     | 5 – 0 | Malta | Estádio das Antas, Porto Toeschouwers: 15.000 Scheidsrechter: John Spillane (IRL) |
| 20 februari EK 1992 kwalificatie № 132 «onderlinge duels» 21:30 uur (UTC) | Rui Águas 5' José Martins Leal 34' Vítor Paneira 41' (pen.) Paulo Futre 48' Jorge Cadete 81' |       |       | Estádio das Antas, Porto Toeschouwers: 15.000 Scheidsrechter: John Spillane (IRL) |

|                                                                          |                             |       |       |                                                                             |
| 13 maart EK 1992 kwalificatie № 133 «onderlinge duels» 20:00 uur (UTC+1) | Nederland                   | 1 – 0 | Malta | De Kuip, Rotterdam Toeschouwers: 36.383 Scheidsrechter: Dušan Krchnák (TCH) |
| 13 maart EK 1992 kwalificatie № 133 «onderlinge duels» 20:00 uur (UTC+1) | Marco van Basten 31' (pen.) |       |       | De Kuip, Rotterdam Toeschouwers: 36.383 Scheidsrechter: Dušan Krchnák (TCH) |

|                                                                    |                        |       |                                                                                           |                                                                                   |
| 7 mei Vriendschappelijk № 134 «onderlinge duels» 18:00 uur (UTC+2) | Malta                  | 1 – 4 | IJsland                                                                                   | Ta' Qalistadion, Ta' Qali Toeschouwers: 579 Scheidsrechter: Edgar Azzopardi (MLT) |
| 7 mei Vriendschappelijk № 134 «onderlinge duels» 18:00 uur (UTC+2) | Hubert Suda 70' (pen.) |       | 13' Rúnar Kristinsson 17' Sigurður Grétarsson 56' Rúnar Kristinsson 85' Andri Marteinsson | Ta' Qalistadion, Ta' Qali Toeschouwers: 579 Scheidsrechter: Edgar Azzopardi (MLT) |

|                                                                        |                                      |       |       |                                                                                     |
| 16 mei EK 1992 kwalificatie № 135 «onderlinge duels» 19:00 uur (UTC+3) | Finland                              | 2 – 0 | Malta | Olympisch Stadion, Helsinki Toeschouwers: 5.150 Scheidsrechter: Rune Pedersen (NOR) |
| 16 mei EK 1992 kwalificatie № 135 «onderlinge duels» 19:00 uur (UTC+3) | Petri Järvinen 51' Jari Litmanen 89' |       |       | Olympisch Stadion, Helsinki Toeschouwers: 5.150 Scheidsrechter: Rune Pedersen (NOR) |

|                                                                        |                                                                |       |           |                                                                                  |
| 7 juni President's Cup 1991 № 136 «onderlinge duels» 20:00 uur (UTC+9) | Malta                                                          | 3 – 0 | Indonesië | Olympisch Stadion, Seoel Toeschouwers: 45.000 Scheidsrechter: Choi Gil-Soo (KOR) |
| 7 juni President's Cup 1991 № 136 «onderlinge duels» 20:00 uur (UTC+9) | Michael Degiorgio 44' Charlie Scerri 77' Michael Degiorgio 80' |       |           | Olympisch Stadion, Seoel Toeschouwers: 45.000 Scheidsrechter: Choi Gil-Soo (KOR) |

|                                                      |                                        |       |                                                                                                 |                                                                                  |
| 9 juni President's Cup 1991 № 137 «onderlinge duels» | Malta                                  | 2 – 5 | Egypte                                                                                          | Olympisch Stadion, Seoel Toeschouwers: 18.000 Scheidsrechter: Han Nam-Shik (KOR) |
| 9 juni President's Cup 1991 № 137 «onderlinge duels» | Joe Brincat 38' Hubert Suda 64' (pen.) |       | 6' Mohamed El-Sagheer 21' Ahmed Ramzy 49' Hossam Hassan 60' Magdi Abdel Ghani 84' Hossam Hassan | Olympisch Stadion, Seoel Toeschouwers: 18.000 Scheidsrechter: Han Nam-Shik (KOR) |

|                                                       |                |       |                 |                                                                                        |
| 11 juni President's Cup 1991 № 138 «onderlinge duels» | Zuid-Korea     | 1 – 1 | Malta           | Moodeoungstadion, Gwangju Toeschouwers: 18.000 Scheidsrechter: Withaya Wongsmarn (THA) |
| 11 juni President's Cup 1991 № 138 «onderlinge duels» | Ha Seok-ju 73' |       | 89' Hubert Suda | Moodeoungstadion, Gwangju Toeschouwers: 18.000 Scheidsrechter: Withaya Wongsmarn (THA) |

|                                                                          |                                    |       |       |                                                                                    |
| 27 november Vriendschappelijk № 139 «onderlinge duels» 14:15 uur (UTC+1) | Malta                              | 2 – 0 | Libië | Ta' Qalistadion, Ta' Qali Toeschouwers: 1.500 Scheidsrechter: Victor Mintoff (MLT) |
| 27 november Vriendschappelijk № 139 «onderlinge duels» 14:15 uur (UTC+1) | Stefan Sultana 44' Joe Brincat 88' |       |       | Ta' Qalistadion, Ta' Qali Toeschouwers: 1.500 Scheidsrechter: Victor Mintoff (MLT) |

|                                                                             |                    |       |                      |                                                                                    |
| 22 december EK 1992 kwalificatie № 140 «onderlinge duels» 14:30 uur (UTC+1) | Malta              | 1 – 1 | Griekenland          | Ta' Qalistadion, Ta' Qali Toeschouwers: 12.000 Scheidsrechter: Gérard Biquet (FRA) |
| 22 december EK 1992 kwalificatie № 140 «onderlinge duels» 14:30 uur (UTC+1) | Stefan Sultana 42' |       | 66' Petros Marinakis | Ta' Qalistadion, Ta' Qali Toeschouwers: 12.000 Scheidsrechter: Gérard Biquet (FRA) |

### 1992
|                                                                              |                    |       |         |                                                                                   |
| 10 februari Malta Voetbaltoernooi № 141 «onderlinge duels» 15:00 uur (UTC+1) | Malta              | 1 – 0 | IJsland | Ta' Qalistadion, Ta' Qali Toeschouwers: 2.000 Scheidsrechter: Charles Agius (MLT) |
| 10 februari Malta Voetbaltoernooi № 141 «onderlinge duels» 15:00 uur (UTC+1) | Jesmond Zerafa 38' |       |         | Ta' Qalistadion, Ta' Qali Toeschouwers: 2.000 Scheidsrechter: Charles Agius (MLT) |

|                                                                     |                     |       |         |                                                                                   |
| 26 mei Vriendschappelijk № 142 «onderlinge duels» 18:00 uur (UTC+2) | Malta               | 1 – 0 | Letland | Ta' Qalistadion, Ta' Qali Toeschouwers: 2.000 Scheidsrechter: Charles Agius (MLT) |
| 26 mei Vriendschappelijk № 142 «onderlinge duels» 18:00 uur (UTC+2) | Nicholas Saliba 50' |       |         | Ta' Qalistadion, Ta' Qali Toeschouwers: 2.000 Scheidsrechter: Charles Agius (MLT) |

|                                                                        |                                                                |       |       |                                                                                     |
| 7 oktober Vriendschappelijk № 143 «onderlinge duels» 19:00 uur (UTC+2) | Cyprus                                                         | 3 – 0 | Malta | Tsirionstadion, Limasol Toeschouwers: 1.000 Scheidsrechter: Andreas Georghiou (CYP) |
| 7 oktober Vriendschappelijk № 143 «onderlinge duels» 19:00 uur (UTC+2) | Loukas Hadjiloukas 52' Costakis Costa 60' Demetris Ioannou 74' |       |       | Tsirionstadion, Limasol Toeschouwers: 1.000 Scheidsrechter: Andreas Georghiou (CYP) |

|                                                                            |       |       |         |                                                                                 |
| 25 oktober WK 1994 kwalificatie № 144 «onderlinge duels» 15:00 uur (UTC+1) | Malta | 0 – 0 | Estland | Ta' Qalistadion, Ta' Qali Toeschouwers: 8.000 Scheidsrechter: Oğuz Sarvan (TUR) |
| 25 oktober WK 1994 kwalificatie № 144 «onderlinge duels» 15:00 uur (UTC+1) |       |       |         | Ta' Qalistadion, Ta' Qali Toeschouwers: 8.000 Scheidsrechter: Oğuz Sarvan (TUR) |

|                                                                             |                                                            |       |       |                                                                                    |
| 18 november WK 1994 kwalificatie № 145 «onderlinge duels» 20:15 uur (UTC+1) | Zwitserland                                                | 3 – 0 | Malta | Wankdorf Stadion, Bern Toeschouwers: 14.200 Scheidsrechter: Sergei Khusainov (RUS) |
| 18 november WK 1994 kwalificatie № 145 «onderlinge duels» 20:15 uur (UTC+1) | Thomas Bickel 2' Ciriaco Sforza 44' Stéphane Chapuisat 89' |       |       | Wankdorf Stadion, Bern Toeschouwers: 14.200 Scheidsrechter: Sergei Khusainov (RUS) |

|                                                                             |                    |       |                                          |                                                                                   |
| 19 december WK 1994 kwalificatie № 146 «onderlinge duels» 14:30 uur (UTC+1) | Malta              | 1 – 2 | Italië                                   | Ta' Qalistadion, Ta' Qali Toeschouwers: 25.000 Scheidsrechter: Guy Goethals (BEL) |
| 19 december WK 1994 kwalificatie № 146 «onderlinge duels» 14:30 uur (UTC+1) | Martin Gregory 86' |       | 60' Gianluca Vialli 63' Giuseppe Signori | Ta' Qalistadion, Ta' Qali Toeschouwers: 25.000 Scheidsrechter: Guy Goethals (BEL) |

### 1993
|                                                                            |       |               |          |                                                                                    |
| 24 januari WK 1994 kwalificatie № 147 «onderlinge duels» 15:00 uur (UTC+1) | Malta | 0 – 1         | Portugal | Ta' Qalistadion, Ta' Qali Toeschouwers: 10.000 Scheidsrechter: David Elleray (ENG) |
| 24 januari WK 1994 kwalificatie № 147 «onderlinge duels» 15:00 uur (UTC+1) |       | 58' Rui Águas |          | Ta' Qalistadion, Ta' Qali Toeschouwers: 10.000 Scheidsrechter: David Elleray (ENG) |

|                                                                           |                                                 |       |       |                                                                             |
| 17 februari WK 1994 kwalificatie № 148 «onderlinge duels» 20:00 uur (UTC) | Schotland                                       | 3 – 0 | Malta | Hampden Park, Glasgow Toeschouwers: 35.490 Scheidsrechter: Ilkka Koho (FIN) |
| 17 februari WK 1994 kwalificatie № 148 «onderlinge duels» 20:00 uur (UTC) | Ally McCoist 15' Ally McCoist 68' Pat Nevin 84' |       |       | Hampden Park, Glasgow Toeschouwers: 35.490 Scheidsrechter: Ilkka Koho (FIN) |

|                                                                          | |       |                            |                                                                                          |
| 24 maart WK 1994 kwalificatie № 149 «onderlinge duels» 20:30 uur (UTC+1) | Italië | 6 – 1 | Malta                      | Stadio La Favorita, Palermo Toeschouwers: 33.720 Scheidsrechter: Vassilios Nikakis (GRE) |
| 24 maart WK 1994 kwalificatie № 149 «onderlinge duels» 20:30 uur (UTC+1) | Dino Baggio 19' Giuseppe Signori 38' Pietro Vierchowod 48' Roberto Mancini 58' Paolo Maldini 73' Roberto Mancini 89' |       | 68' (pen.) Carmel Busuttil | Stadio La Favorita, Palermo Toeschouwers: 33.720 Scheidsrechter: Vassilios Nikakis (GRE) |

|                                                                          |       |                                             |             |                                                                                     |
| 17 april WK 1994 kwalificatie № 150 «onderlinge duels» 16:00 uur (UTC+2) | Malta | 0 – 2                                       | Zwitserland | Ta' Qalistadion, Ta' Qali Toeschouwers: 8.000 Scheidsrechter: Ion Crăciunescu (ROU) |
| 17 april WK 1994 kwalificatie № 150 «onderlinge duels» 16:00 uur (UTC+2) |       | 31' Christophe Ohrel 89' Kubilay Türkyilmaz |             | Ta' Qalistadion, Ta' Qali Toeschouwers: 8.000 Scheidsrechter: Ion Crăciunescu (ROU) |

|                                                                    |         |                      |       |                                                                                |
| 12 mei WK 1994 kwalificatie № 151 «onderlinge duels» 00 uur (UTC+) | Estland | 0 – 1                | Malta | Kadriorustadion, Tallinn Toeschouwers: 7.000 Scheidsrechter: Markus Merk (GER) |
| 12 mei WK 1994 kwalificatie № 151 «onderlinge duels» 00 uur (UTC+) |         | 16' Kristian Laferla |       | Kadriorustadion, Tallinn Toeschouwers: 7.000 Scheidsrechter: Markus Merk (GER) |

|                                                                         |                                                                         |       |       |                                                                                 |
| 19 juni WK 1994 kwalificatie № 152 «onderlinge duels» 19:30 uur (UTC+2) | Portugal                                                                | 4 – 0 | Malta | Estádio das Antas, Porto Toeschouwers: 10.000 Scheidsrechter: Jiří Ulrich (CZE) |
| 19 juni WK 1994 kwalificatie № 152 «onderlinge duels» 19:30 uur (UTC+2) | António Nogueira 2' Rui Costa 8' João Vieira Pinto 24' Jorge Cadete 90' |       |       | Estádio das Antas, Porto Toeschouwers: 10.000 Scheidsrechter: Jiří Ulrich (CZE) |

|                                                                        |                                                   |       |       |                                                                                           |
| 5 november Coupe 7 Novembre № 153 «onderlinge duels» 13:00 uur (UTC+1) | Egypte                                            | 3 – 0 | Malta | Stade Olympique El Menzah, Tunis Toeschouwers: 2.000 Scheidsrechter: Fethi Boucetta (TUN) |
| 5 november Coupe 7 Novembre № 153 «onderlinge duels» 13:00 uur (UTC+1) | Hossam Hassan 21' Abdeljelil 71' Hady Kashaba 90' |       |       | Stade Olympique El Menzah, Tunis Toeschouwers: 2.000 Scheidsrechter: Fethi Boucetta (TUN) |

|                                                                        |                     |       |                                     |                                                                                               |
| 7 november Coupe 7 Novembre № 154 «onderlinge duels» 13:00 uur (UTC+1) | Gabon               | 1 – 2 | Malta                               | Stade Olympique El Menzah, Tunis Toeschouwers: 2.000 Scheidsrechter: Rachid Ben Khedija (TUN) |
| 7 november Coupe 7 Novembre № 154 «onderlinge duels» 13:00 uur (UTC+1) | P N'Doug 86' (pen.) |       | 11' Joe Brincat 37' Carmel Busuttil | Stade Olympique El Menzah, Tunis Toeschouwers: 2.000 Scheidsrechter: Rachid Ben Khedija (TUN) |

|                                                                             |       |                                     |           |                                                                                         |
| 17 november WK 1994 kwalificatie № 155 «onderlinge duels» 18:00 uur (UTC+1) | Malta | 0 – 2                               | Schotland | Ta' Qalistadion, Ta' Qali Toeschouwers: 7.000 Scheidsrechter: Periklis Vassilakis (GRE) |
| 17 november WK 1994 kwalificatie № 155 «onderlinge duels» 18:00 uur (UTC+1) |       | 15' Billy McKinlay 74' Colin Hendry |           | Ta' Qalistadion, Ta' Qali Toeschouwers: 7.000 Scheidsrechter: Periklis Vassilakis (GRE) |

### 1994
|                                                                             |                  |       |                            |                                                                                       |
| 8 februari Malta Voetbaltoernooi № 156 «onderlinge duels» 18:30 uur (UTC+1) | Malta            | 1 – 1 | Tunesië                    | Ta' Qalistadion, Ta' Qali Toeschouwers: 1.000 Scheidsrechter: Guram Sepiashvili (GEO) |
| 8 februari Malta Voetbaltoernooi № 156 «onderlinge duels» 18:30 uur (UTC+1) | Silvio Vella 44' |       | 22' (pen.) Skander Souayeh | Ta' Qalistadion, Ta' Qali Toeschouwers: 1.000 Scheidsrechter: Guram Sepiashvili (GEO) |

|                                                            |       |                             |         |                                                                                   |
| 10 februari Malta Voetbaltoernooi № 157 «onderlinge duels» | Malta | 0 – 1                       | Georgië | Ta' Qalistadion, Ta' Qali Toeschouwers: 12.000 Scheidsrechter: Darko Jamsek (SLO) |
| 10 februari Malta Voetbaltoernooi № 157 «onderlinge duels» |       | 16' (pen.) Temoeri Ketsbaia |         | Ta' Qalistadion, Ta' Qali Toeschouwers: 12.000 Scheidsrechter: Darko Jamsek (SLO) |

|                                                            |       |                  |          |                                                                                            |
| 12 februari Malta Voetbaltoernooi № 158 «onderlinge duels» | Malta | 0 – 1            | Slovenië | Ta’ Qalistadion, Ta’ Qali Toeschouwers: 3.000 Scheidsrechter: Mohamed Salah Bellagha (TUN) |
| 12 februari Malta Voetbaltoernooi № 158 «onderlinge duels» |       | 54' Primož Gliha |          | Ta’ Qalistadion, Ta’ Qali Toeschouwers: 3.000 Scheidsrechter: Mohamed Salah Bellagha (TUN) |

|                                                                          |                     |       |        |                                                                                      |
| 16 februari Vriendschappelijk № 159 «onderlinge duels» 18:00 uur (UTC+1) | Malta               | 1 – 0 | België | Ta’ Qalistadion, Ta’ Qali Toeschouwers: 2.500 Scheidsrechter: Angelo Amendolia (ITA) |
| 16 februari Vriendschappelijk № 159 «onderlinge duels» 18:00 uur (UTC+1) | Carmel Busuttil 35' |       |        | Ta’ Qalistadion, Ta’ Qali Toeschouwers: 2.500 Scheidsrechter: Angelo Amendolia (ITA) |

|                                                                       |                      |       |                                      |                                                                                     |
| 30 maart Vriendschappelijk № 160 «onderlinge duels» 18:00 uur (UTC+2) | Malta                | 1 – 2 | Slowakije                            | Ta' Qalistadion, Ta' Qali Toeschouwers: 2.500 Scheidsrechter: Loris Stafoggia (ITA) |
| 30 maart Vriendschappelijk № 160 «onderlinge duels» 18:00 uur (UTC+2) | Kristian Laferla 45' |       | 13' Jaroslav Timko 69' Viliam Hýravý | Ta' Qalistadion, Ta' Qali Toeschouwers: 2.500 Scheidsrechter: Loris Stafoggia (ITA) |

|                                                                       |                                                                                                  |       |              |                                                                                    |
| 19 april Vriendschappelijk № 161 «onderlinge duels» 18:00 uur (UTC+2) | Malta                                                                                            | 5 – 0 | Azerbeidzjan | Ta' Qalistadion, Ta' Qali Toeschouwers: 1.100 Scheidsrechter: Abdullah Salem (LIB) |
| 19 april Vriendschappelijk № 161 «onderlinge duels» 18:00 uur (UTC+2) | Nicholas Saliba 2' Kristian Laferla 16' Carmel Busuttil 64' Joe Camilleri 77' Charles Scerri 88' |       |              | Ta' Qalistadion, Ta' Qali Toeschouwers: 1.100 Scheidsrechter: Abdullah Salem (LIB) |

|                                                                     |                                           |       |       |                                                                              |
| 3 juni Vriendschappelijk № 162 «onderlinge duels» 19:00 uur (UTC+3) | Letland                                   | 2 – 0 | Malta | Skontostadion, Riga Toeschouwers: 2.500 Scheidsrechter: Oleg Timofeyev (EST) |
| 3 juni Vriendschappelijk № 162 «onderlinge duels» 19:00 uur (UTC+3) | Aivars Drupass 41' Vitālijs Astafjevs 47' |       |       | Skontostadion, Riga Toeschouwers: 2.500 Scheidsrechter: Oleg Timofeyev (EST) |

|                                                                      |                     |       |       |                                                                                  |
| 16 juli Vriendschappelijk № 163 «onderlinge duels» 18:00 uur (UTC+4) | Armenië             | 1 – 0 | Malta | Hrazdan Stadion, Jerevan Toeschouwers: 5.000 Scheidsrechter: Werner Müller (SUI) |
| 16 juli Vriendschappelijk № 163 «onderlinge duels» 18:00 uur (UTC+4) | Arsen Avetisyan 60' |       |       | Hrazdan Stadion, Jerevan Toeschouwers: 5.000 Scheidsrechter: Werner Müller (SUI) |

|                                                                      |                            |       |                     |                                                                             |
| 19 juli Vriendschappelijk № 164 «onderlinge duels» 22:00 uur (UTC+4) | Georgië                    | 1 – 1 | Malta               | Dinamostadion, Tbilisi Toeschouwers: 35.200 Scheidsrechter: Urs Meier (SUI) |
| 19 juli Vriendschappelijk № 164 «onderlinge duels» 22:00 uur (UTC+4) | Sjota Arveladze 37' (pen.) |       | 33' Michael Spiteri | Dinamostadion, Tbilisi Toeschouwers: 35.200 Scheidsrechter: Urs Meier (SUI) |

|                                                                          |                |       |                      |                                                                                      |
| 16 augustus Vriendschappelijk № 165 «onderlinge duels» 20:15 uur (UTC+2) | Slowakije      | 1 – 1 | Malta                | Tehelné pole, Bratislava Toeschouwers: 6.100 Scheidsrechter: Hubert Forstinger (AUT) |
| 16 augustus Vriendschappelijk № 165 «onderlinge duels» 20:15 uur (UTC+2) | Michal Hipp 2' |       | 75' Kristian Laferla | Tehelné pole, Bratislava Toeschouwers: 6.100 Scheidsrechter: Hubert Forstinger (AUT) |

|                                                                             | |       |                      |                                                                                 |
| 6 september EK 1996 kwalificatie № 166 «onderlinge duels» 16:30 uur (UTC+1) | Tsjechië                                                                                                   | 6 – 1 | Malta                | Bazalystadion, Ostrava Toeschouwers: 10.226 Scheidsrechter: Loizos Loizou (CYP) |
| 6 september EK 1996 kwalificatie № 166 «onderlinge duels» 16:30 uur (UTC+1) | Daniel Šmejkal 6' (pen.) Luboš Kubík 32' Horst Siegl 35' Horst Siegl 60' Horst Siegl 78' Patrik Berger 87' |       | 73' Kristian Laferla | Bazalystadion, Ostrava Toeschouwers: 10.226 Scheidsrechter: Loizos Loizou (CYP) |

|                                                                            |       |       |          |                                                                                    |
| 12 oktober EK 1996 kwalificatie № 167 «onderlinge duels» 18:15 uur (UTC+1) | Malta | 0 – 0 | Tsjechië | Ta' Qalistadion, Ta' Qali Toeschouwers: 2.000 Scheidsrechter: Jorge Monteiro (POR) |
| 12 oktober EK 1996 kwalificatie № 167 «onderlinge duels» 18:15 uur (UTC+1) |       |       |          | Ta' Qalistadion, Ta' Qali Toeschouwers: 2.000 Scheidsrechter: Jorge Monteiro (POR) |

|                                                                             |       |                      |           |                                                                                    |
| 14 december EK 1996 kwalificatie № 168 «onderlinge duels» 19:15 uur (UTC+1) | Malta | 0 – 1                | Noorwegen | Ta' Qalistadion, Ta' Qali Toeschouwers: 9.000 Scheidsrechter: Gianni Beschin (ITA) |
| 14 december EK 1996 kwalificatie № 168 «onderlinge duels» 19:15 uur (UTC+1) |       | 11' Jan Åge Fjørtoft |           | Ta' Qalistadion, Ta' Qali Toeschouwers: 9.000 Scheidsrechter: Gianni Beschin (ITA) |

### 1995
|                                                                                      |       |                    |           |                                                                                  |
| 22 februari EK 1996 kwalificatie № 169 «onderlinge duels» 19:15 uur (UTC+1)19:15 uur | Malta | 0 – 1              | Luxemburg | Ta' Qalistadion, Ta' Qali Toeschouwers: 7.327 Scheidsrechter: Mateo Beusan (CRO) |
| 22 februari EK 1996 kwalificatie № 169 «onderlinge duels» 19:15 uur (UTC+1)19:15 uur |       | 55' Manuel Cardoni |           | Ta' Qalistadion, Ta' Qali Toeschouwers: 7.327 Scheidsrechter: Mateo Beusan (CRO) |

|                                                                          |                                                                                      |       |       |                                                                                  |
| 29 maart EK 1996 kwalificatie № 170 «onderlinge duels» 20:15 uur (UTC+2) | Nederland                                                                            | 4 – 0 | Malta | De Kuip, Rotterdam Toeschouwers: 30.288 Scheidsrechter: Gylfi Thor Orrason (ISL) |
| 29 maart EK 1996 kwalificatie № 170 «onderlinge duels» 20:15 uur (UTC+2) | Clarence Seedorf 39' Dennis Bergkamp 78' (pen.) Aron Winter 80' Patrick Kluivert 85' |       |       | De Kuip, Rotterdam Toeschouwers: 30.288 Scheidsrechter: Gylfi Thor Orrason (ISL) |

|                                                                          |                      |       |                    |                                                                                |
| 26 april EK 1996 kwalificatie № 171 «onderlinge duels» 19:00 uur (UTC+3) | Wit-Rusland          | 1 – 1 | Malta              | Dinamostadion, Minsk Toeschouwers: 6.915 Scheidsrechter: Ladislav Gadosi (SVK) |
| 26 april EK 1996 kwalificatie № 171 «onderlinge duels» 19:00 uur (UTC+3) | Alexandre Taikov 57' |       | 71' David Carabott | Dinamostadion, Minsk Toeschouwers: 6.915 Scheidsrechter: Ladislav Gadosi (SVK) |

|                                                                        |                                      |       |       |                                                                                      |
| 7 juni EK 1996 kwalificatie № 172 «onderlinge duels» 19:45 uur (UTC+2) | Noorwegen                            | 2 – 0 | Malta | Ullevaalstadion, Oslo Toeschouwers: 15.180 Scheidsrechter: Zbigniew Przesmycki (POL) |
| 7 juni EK 1996 kwalificatie № 172 «onderlinge duels» 19:45 uur (UTC+2) | Jan Åge Fjørtoft 43' Jostein Flo 88' |       |       | Ullevaalstadion, Oslo Toeschouwers: 15.180 Scheidsrechter: Zbigniew Przesmycki (POL) |

|                                                        |                                              |       |                 |                                                                                        |
| 16 augustus Vriendschappelijk № 173 «onderlinge duels» | Malta                                        | 2 – 1 | Albanië         | Ta' Qalistadion, Ta' Qali Toeschouwers: 1.500 Scheidsrechter: Walter Cinciripini (ITA) |
| 16 augustus Vriendschappelijk № 173 «onderlinge duels» | Nicholas Saliba 21' Joseph Sant-Fournier 83' |       | 72' Alban Bushi | Ta' Qalistadion, Ta' Qali Toeschouwers: 1.500 Scheidsrechter: Walter Cinciripini (ITA) |

|                                                                                      |               |       |       |                                                                                            |
| 5 september EK 1996 kwalificatie № 174 «onderlinge duels» 20:00 uur (UTC+2)20:00 uur | Luxemburg     | 1 – 0 | Malta | Stade Josy Barthel, Luxemburg Toeschouwers: 4.809 Scheidsrechter: Algirdas Dubinskas (LTU) |
| 5 september EK 1996 kwalificatie № 174 «onderlinge duels» 20:00 uur (UTC+2)20:00 uur | Luc Holtz 44' |       |       | Stade Josy Barthel, Luxemburg Toeschouwers: 4.809 Scheidsrechter: Algirdas Dubinskas (LTU) |

|                                                                            |       |                                                                            |           |                                                                                        |
| 11 oktober EK 1996 kwalificatie № 175 «onderlinge duels» 20:00 uur (UTC+1) | Malta | 0 – 4                                                                      | Nederland | Ta' Qalistadion, Ta' Qali Toeschouwers: 8.000 Scheidsrechter: Kim Milton Nielsen (DEN) |
| 11 oktober EK 1996 kwalificatie № 175 «onderlinge duels» 20:00 uur (UTC+1) |       | 53' Marc Overmars 60' Marc Overmars 65' Marc Overmars 83' Clarence Seedorf |           | Ta' Qalistadion, Ta' Qali Toeschouwers: 8.000 Scheidsrechter: Kim Milton Nielsen (DEN) |

|                                                                             |       |                                             |             |                                                                                 |
| 12 november EK 1996 kwalificatie № 176 «onderlinge duels» 15:00 uur (UTC+2) | Malta | 0 – 2                                       | Wit-Rusland | Ta' Qalistadion, Ta' Qali Toeschouwers: 3.025 Scheidsrechter: Metin Tokat (TUR) |
| 12 november EK 1996 kwalificatie № 176 «onderlinge duels» 15:00 uur (UTC+2) |       | 78' Sergei Gerasimets 82' Sergei Gerasimets |             | Ta' Qalistadion, Ta' Qali Toeschouwers: 3.025 Scheidsrechter: Metin Tokat (TUR) |

### 1996
|                                                                             |       |                                       |         |                                                                                    |
| 7 februari Malta Voetbaltoernooi № 177 «onderlinge duels» 18:30 uur (UTC+1) | Malta | 0 – 2                                 | Rusland | Ta' Qalistadion, Ta' Qali Toeschouwers: 2.000 Scheidsrechter: Milan Mitrović (SLO) |
| 7 februari Malta Voetbaltoernooi № 177 «onderlinge duels» 18:30 uur (UTC+1) |       | 25' Valeri Karpin 63' Sergej Kirjakov |         | Ta' Qalistadion, Ta' Qali Toeschouwers: 2.000 Scheidsrechter: Milan Mitrović (SLO) |

|                                                                             |       |       |          |                                                                                         |
| 9 februari Malta Voetbaltoernooi № 178 «onderlinge duels» 18:30 uur (UTC+1) | Malta | 0 – 0 | Slovenië | Ta' Qalistadion, Ta' Qali Toeschouwers: 2.500 Scheidsrechter: Gudmundur Mariasson (ISL) |
| 9 februari Malta Voetbaltoernooi № 178 «onderlinge duels» 18:30 uur (UTC+1) |       |       |          | Ta' Qalistadion, Ta' Qali Toeschouwers: 2.500 Scheidsrechter: Gudmundur Mariasson (ISL) |

|                                                                              |                   |       |                                                                                        |                                                                                      |
| 11 februari Malta Voetbaltoernooi № 179 «onderlinge duels» 16:30 uur (UTC+1) | Malta             | 1 – 4 | IJsland                                                                                | Ta' Qalistadion, Ta' Qali Toeschouwers: 4.300 Scheidsrechter: Sergei Khusainov (RUS) |
| 11 februari Malta Voetbaltoernooi № 179 «onderlinge duels» 16:30 uur (UTC+1) | Antoine Zahra 69' |       | 7' Ólafur Thórdarson 27' Bjarki Gunnlaugsson 44' Arnar Grétarsson 45' Arnór Gudjohnsen | Ta' Qalistadion, Ta' Qali Toeschouwers: 4.300 Scheidsrechter: Sergei Khusainov (RUS) |

|                                                                       |                |       |       |                                                                                 |
| 27 maart Vriendschappelijk № 180 «onderlinge duels» 15:30 uur (UTC+1) | Macedonië      | 1 – 0 | Malta | Gradski Stadion, Prilep Toeschouwers: 3.000 Scheidsrechter: İbrahim Aksoy (TUR) |
| 27 maart Vriendschappelijk № 180 «onderlinge duels» 15:30 uur (UTC+1) | Saša Ćirić 73' |       |       | Gradski Stadion, Prilep Toeschouwers: 3.000 Scheidsrechter: İbrahim Aksoy (TUR) |

|                                                                        | |       |       |                                                                                        |
| 2 juni WK 1998 kwalificatie № 181 «onderlinge duels» 20:00 uur (UTC+2) | Joegoslavië | 6 – 0 | Malta | Rode Sterstadion, Belgrado Toeschouwers: 11.617 Scheidsrechter: Hermann Albrecht (GER) |
| 2 juni WK 1998 kwalificatie № 181 «onderlinge duels» 20:00 uur (UTC+2) | Savo Milošević 2' Predrag Mijatović 39' Dragan Stojković 45' Savo Milošević 68' Dejan Savićević 70' Dejan Savićević 72' |       |       | Rode Sterstadion, Belgrado Toeschouwers: 11.617 Scheidsrechter: Hermann Albrecht (GER) |

|                                                                        |                                            |       |                   |                                                                                   |
| 14 augustus Vriendschappelijk № 182 «onderlinge duels» 20:00 uur (UTC) | IJsland                                    | 2 – 1 | Malta             | Laugardalsvöllur, Reykjavik Toeschouwers: 951 Scheidsrechter: Stephen Lodge (ENG) |
| 14 augustus Vriendschappelijk № 182 «onderlinge duels» 20:00 uur (UTC) | Ólafur Adolfsson 16' Rikhardur Dadason 72' |       | 43' Gilbert Agius | Laugardalsvöllur, Reykjavik Toeschouwers: 951 Scheidsrechter: Stephen Lodge (ENG) |

|                                                                         | |       |       |                                                                                |
| 18 september WK-kwalificatie № 183 «onderlinge duels» 16:30 uur (UTC+2) | Tsjechië | 6 – 0 | Malta | Na Stínadlech, Teplice Toeschouwers: 15.099 Scheidsrechter: Mateo Beušan (CRO) |
| 18 september WK-kwalificatie № 183 «onderlinge duels» 16:30 uur (UTC+2) | Patrik Berger 11' Pavel Nedvěd 29' Patrik Berger 63' (pen.) Luboš Kubík 77' Vladimír Šmicer 83' Martin Frýdek 86' |       |       | Na Stínadlech, Teplice Toeschouwers: 15.099 Scheidsrechter: Mateo Beušan (CRO) |

|                                                                         | |       |       |                                                                                  |
| 22 september WK-kwalificatie № 184 «onderlinge duels» 18:00 uur (UTC+2) | Slowakije                                                                                                 | 6 – 0 | Malta | Tehelné pole, Bratislava Toeschouwers: 2.236 Scheidsrechter: Giorgos Bikas (GRE) |
| 22 september WK-kwalificatie № 184 «onderlinge duels» 18:00 uur (UTC+2) | Dušan Tittel 13' Július Šimon 15' Marián Zeman 37' Jaroslav Timko 56' Peter Dubovský 59' Dušan Tittel 90' |       |       | Tehelné pole, Bratislava Toeschouwers: 2.236 Scheidsrechter: Giorgos Bikas (GRE) |

|                                                                          |                          |       |                 |                                                                                     |
| 13 november Vriendschappelijk № 185 «onderlinge duels» 17:00 uur (UTC+4) | V.A.E.                   | 1 – 1 | Malta           | Sjeik Zayidstadion, Abu Dhabi Toeschouwers: 3.000 Scheidsrechter: Ali Bujsaim (UAE) |
| 13 november Vriendschappelijk № 185 «onderlinge duels» 17:00 uur (UTC+4) | Doelpuntenmaker onbekend |       | 53' Noel Turner | Sjeik Zayidstadion, Abu Dhabi Toeschouwers: 3.000 Scheidsrechter: Ali Bujsaim (UAE) |

|                                                                          |        |       |       |                                                                                     |
| 15 november Vriendschappelijk № 186 «onderlinge duels» 18:00 uur (UTC+4) | V.A.E. | 0 – 0 | Malta | Sjeik Zayidstadion, Abu Dhabi Toeschouwers: 4.000 Scheidsrechter: Salem Saeed (UAE) |
| 15 november Vriendschappelijk № 186 «onderlinge duels» 18:00 uur (UTC+4) |        |       |       | Sjeik Zayidstadion, Abu Dhabi Toeschouwers: 4.000 Scheidsrechter: Salem Saeed (UAE) |

|                                                                          |       |                                          |           |                                                                                 |
| 27 november Vriendschappelijk № 187 «onderlinge duels» 19:15 uur (UTC+1) | Malta | 0 – 2                                    | Macedonië | Ta' Qalistadion, Ta' Qali Toeschouwers: 450 Scheidsrechter: Charles Agius (MLT) |
| 27 november Vriendschappelijk № 187 «onderlinge duels» 19:15 uur (UTC+1) |       | 37' Vančo Micevski 88' (pen.) Saša Ćirić |           | Ta' Qalistadion, Ta' Qali Toeschouwers: 450 Scheidsrechter: Charles Agius (MLT) |

|                                                                             |       |                                                         |        |                                                                                      |
| 18 december WK 1998 kwalificatie № 188 «onderlinge duels» 19:00 uur (UTC+1) | Malta | 0 – 3                                                   | Spanje | Ta' Qalistadion, Ta' Qali Toeschouwers: 3.200 Scheidsrechter: Nikolai Levnikov (RUS) |
| 18 december WK 1998 kwalificatie № 188 «onderlinge duels» 19:00 uur (UTC+1) |       | 8' Julen Guerrero 26' Julen Guerrero 33' Julen Guerrero |        | Ta' Qalistadion, Ta' Qali Toeschouwers: 3.200 Scheidsrechter: Nikolai Levnikov (RUS) |

### 1997
|                                                                             |                                                                  |       |       |                                                                                            |
| 12 februari WK 1998 kwalificatie № 189 «onderlinge duels» 21:30 uur (UTC+1) | Spanje                                                           | 4 – 0 | Malta | Estadio José Rico Pérez, Alicante Toeschouwers: 28.000 Scheidsrechter: Stephen Lodge (ENG) |
| 12 februari WK 1998 kwalificatie № 189 «onderlinge duels» 21:30 uur (UTC+1) | Pep Guardiola 25' Alfonso 40' Alfonso 47' Juan Antonio Pizzi 89' |       |       | Estadio José Rico Pérez, Alicante Toeschouwers: 28.000 Scheidsrechter: Stephen Lodge (ENG) |

|                                                                       |                              |       |                                                                       |                                                                                  |
| 19 maart Vriendschappelijk № 190 «onderlinge duels» 18:00 uur (UTC+1) | Malta                        | 1 – 4 | Hongarije                                                             | Ta' Qalistadion, Ta' Qali Toeschouwers: 1.000 Scheidsrechter: Robert Boggi (ITA) |
| 19 maart Vriendschappelijk № 190 «onderlinge duels» 18:00 uur (UTC+1) | András Keresztúri 74' (e.d.) |       | 18' Flórián Urban 40' Gabor Halmai 66' Ferenc Orosz 74' Attila Plókai | Ta' Qalistadion, Ta' Qali Toeschouwers: 1.000 Scheidsrechter: Robert Boggi (ITA) |

|                                                                          |       |                                    |           |                                                                                     |
| 31 maart WK 1998 kwalificatie № 191 «onderlinge duels» 16:00 uur (UTC+2) | Malta | 0 – 2                              | Slowakije | Ta' Qalistadion, Ta' Qali Toeschouwers: 4.202 Scheidsrechter: Marek Kowalczyk (POL) |
| 31 maart WK 1998 kwalificatie № 191 «onderlinge duels» 16:00 uur (UTC+2) |       | 38' Tibor Jančula 90' Dušan Tittel |           | Ta' Qalistadion, Ta' Qali Toeschouwers: 4.202 Scheidsrechter: Marek Kowalczyk (POL) |

|                                                                          |                   |       |                                   |                                                                                |
| 30 april WK 1998 kwalificatie № 192 «onderlinge duels» 18:15 uur (UTC+2) | Malta             | 1 – 2 | Faeröer                           | Ta' Qalistadion, Ta' Qali Toeschouwers: 2.750 Scheidsrechter: Dani Koren (ISR) |
| 30 april WK 1998 kwalificatie № 192 «onderlinge duels» 18:15 uur (UTC+2) | Stefan Sultana 8' |       | 60' Øssur Hansen 89' Todi Jónsson | Ta' Qalistadion, Ta' Qali Toeschouwers: 2.750 Scheidsrechter: Dani Koren (ISR) |

|                                                                     |                                    |       |                                                           |                                                                                     |
| 1 juni Vriendschappelijk № 193 «onderlinge duels» 17:00 uur (UTC+2) | Malta                              | 2 – 3 | Schotland                                                 | Ta' Qalistadion, Ta' Qali Toeschouwers: 3.500 Scheidsrechter: Stefano Braschi (ITA) |
| 1 juni Vriendschappelijk № 193 «onderlinge duels» 17:00 uur (UTC+2) | Hubert Suda 17' Stefan Sultana 57' |       | 4' Christian Dailly 44' Darren Jackson 81' Darren Jackson | Ta' Qalistadion, Ta' Qali Toeschouwers: 3.500 Scheidsrechter: Stefano Braschi (ITA) |

|                                                                        |                                  |       |                   |                                                                                |
| 8 juni WK 1998 kwalificatie № 194 «onderlinge duels» 15:00 uur (UTC+1) | Faeröer                          | 2 – 1 | Malta             | Svangaskarð, Toftir Toeschouwers: 6.400 Scheidsrechter: Richard O'Hanlon (IRL) |
| 8 juni WK 1998 kwalificatie № 194 «onderlinge duels» 15:00 uur (UTC+1) | Todi Jónsson 7' Todi Jónsson 42' |       | 48' Gilbert Agius | Svangaskarð, Toftir Toeschouwers: 6.400 Scheidsrechter: Richard O'Hanlon (IRL) |

|                                                                         |                                                      |       |       |                                                                                      |
| 6 augustus Vriendschappelijk № 195 «onderlinge duels» 20:00 uur (UTC+2) | Hongarije                                            | 3 – 0 | Malta | Siófok Városi Stadion, Siófok Toeschouwers: 8.000 Scheidsrechter: Jacek Granat (POL) |
| 6 augustus Vriendschappelijk № 195 «onderlinge duels» 20:00 uur (UTC+2) | Zoltan Kovács 47' Vilmos Sebôk 57' Péter Lipcsei 88' |       |       | Siófok Városi Stadion, Siófok Toeschouwers: 8.000 Scheidsrechter: Jacek Granat (POL) |

|                                                                              |       |                 |          |                                                                                  |
| 24 september WK 1998 kwalificatie № 196 «onderlinge duels» 19:30 uur (UTC+2) | Malta | 0 – 1           | Tsjechië | Ta' Qalistadion, Ta' Qali Toeschouwers: 1.622 Scheidsrechter: Amand Ancion (BEL) |
| 24 september WK 1998 kwalificatie № 196 «onderlinge duels» 19:30 uur (UTC+2) |       | 32' Radek Bejbl |          | Ta' Qalistadion, Ta' Qali Toeschouwers: 1.622 Scheidsrechter: Amand Ancion (BEL) |

|                                                                            |       | |             |                                                                                      |
| 11 oktober WK 1998 kwalificatie № 197 «onderlinge duels» 18:00 uur (UTC+2) | Malta | 0 – 5                                                                                                  | Joegoslavië | Ta' Qalistadion, Ta' Qali Toeschouwers: 1.107 Scheidsrechter: Dermot Gallagher (ENG) |
| 11 oktober WK 1998 kwalificatie № 197 «onderlinge duels» 18:00 uur (UTC+2) |       | 8' Savo Milošević 24' Siniša Mihajlović 44' Dejan Savićević 55' Predrag Mijatović 76' Vladimir Jugović |             | Ta' Qalistadion, Ta' Qali Toeschouwers: 1.107 Scheidsrechter: Dermot Gallagher (ENG) |

### 1998
|                                                           |                       |       |                        |                                                                                  |
| 6 februari Malta Voetbaltoernooi № 198 «onderlinge duels» | Malta                 | 1 – 1 | Albanië                | Ta' Qalistadion, Ta' Qali Toeschouwers: 1.100 Scheidsrechter: Roman Lajuks (LAT) |
| 6 februari Malta Voetbaltoernooi № 198 «onderlinge duels» | Hubert Suda 2' (pen.) |       | 84' (pen.) Ilir Shulku | Ta' Qalistadion, Ta' Qali Toeschouwers: 1.100 Scheidsrechter: Roman Lajuks (LAT) |

|                                                                             |                                     |       |                   |                                                                                   |
| 8 februari Malta Voetbaltoernooi № 199 «onderlinge duels» 16:00 uur (UTC+1) | Malta                               | 2 – 1 | Letland           | Ta' Qalistadion, Ta' Qali Toeschouwers: 1.300 Scheidsrechter: Otar Guntadze (GEO) |
| 8 februari Malta Voetbaltoernooi № 199 «onderlinge duels» 16:00 uur (UTC+1) | Carmel Busuttil 57' Joe Brincat 85' |       | 68' Marian Pahars | Ta' Qalistadion, Ta' Qali Toeschouwers: 1.300 Scheidsrechter: Otar Guntadze (GEO) |

|                                                                              |                   |       |                                                                           |                                                                                |
| 10 februari Malta Voetbaltoernooi № 200 «onderlinge duels» 16:00 uur (UTC+1) | Malta             | 1 – 3 | Georgië                                                                   | Ta' Qalistadion, Ta' Qali Toeschouwers: 750 Scheidsrechter: Bujar Pregja (ALB) |
| 10 februari Malta Voetbaltoernooi № 200 «onderlinge duels» 16:00 uur (UTC+1) | Magri Overend 56' |       | 12' Micheil Kavelasjvili 72' Gotsja Dzjamaraoeli 76' Micheil Kavelasjvili | Ta' Qalistadion, Ta' Qali Toeschouwers: 750 Scheidsrechter: Bujar Pregja (ALB) |

|                                                                       |       |                                   |         |                                                                                   |
| 25 maart Vriendschappelijk № 201 «onderlinge duels» 20:00 uur (UTC+1) | Malta | 0 – 2                             | Finland | Ta' Qalistadion, Ta' Qali Toeschouwers: 2.500 Scheidsrechter: Livio Bazzoli (ITA) |
| 25 maart Vriendschappelijk № 201 «onderlinge duels» 20:00 uur (UTC+1) |       | 1' Aki Riihilahti 51' Jarkko Wiss |         | Ta' Qalistadion, Ta' Qali Toeschouwers: 2.500 Scheidsrechter: Livio Bazzoli (ITA) |

|                                                                     |       |                                                              |       |                                                                                        |
| 4 juni Vriendschappelijk № 202 «onderlinge duels» 20:30 uur (UTC+2) | Malta | 0 – 3                                                        | Wales | Ta' Qalistadion, Ta' Qali Toeschouwers: 3.000 Scheidsrechter: Pasquale Rodomonti (ITA) |
| 4 juni Vriendschappelijk № 202 «onderlinge duels» 20:30 uur (UTC+2) |       | 25' Craig Bellamy 65' John Hartson 77' (pen.) Mark Pembridge |       | Ta' Qalistadion, Ta' Qali Toeschouwers: 3.000 Scheidsrechter: Pasquale Rodomonti (ITA) |

|                                                                          |                 |       |                                              |                                                                                   |
| 2 september Vriendschappelijk № 203 «onderlinge duels» 19:30 uur (UTC+2) | Malta           | 1 – 2 | Duitsland                                    | Ta' Qalistadion, Ta' Qali Toeschouwers: 5.000 Scheidsrechter: Livio Bazzoli (ITA) |
| 2 september Vriendschappelijk № 203 «onderlinge duels» 19:30 uur (UTC+2) | Joe Brincat 26' |       | 6' (e.d.) Darren Debono 72' Stephan Passlack | Ta' Qalistadion, Ta' Qali Toeschouwers: 5.000 Scheidsrechter: Livio Bazzoli (ITA) |

|                                                                             |                                                                       |       |       |                                                                                |
| 6 september EK 2000 kwalificatie № 204 «onderlinge duels» 20:00 uur (UTC+2) | Macedonië                                                             | 4 – 0 | Malta | Philip II Arena, Skopje Toeschouwers: 5.000 Scheidsrechter: Jan Wegereef (NED) |
| 6 september EK 2000 kwalificatie № 204 «onderlinge duels» 20:00 uur (UTC+2) | Risto Bozinov 20' Risto Bozinov 47' Artim Sakiri 70' Artim Sakiri 76' |       |       | Philip II Arena, Skopje Toeschouwers: 5.000 Scheidsrechter: Jan Wegereef (NED) |

|                                                                            |                        |       |                                                                     |                                                                                     |
| 10 oktober EK 2000 kwalificatie № 205 «onderlinge duels» 18:00 uur (UTC+2) | Malta                  | 1 – 4 | Kroatië                                                             | Ta' Qalistadion, Ta' Qali Toeschouwers: 14.500 Scheidsrechter: Bohdan Benedik (SVK) |
| 10 oktober EK 2000 kwalificatie № 205 «onderlinge duels» 18:00 uur (UTC+2) | Hubert Suda 28' (pen.) |       | 54' Dario Šimić 68' Davor Vugovic 74' Davor Vugovic 85' Davor Šuker | Ta' Qalistadion, Ta' Qali Toeschouwers: 14.500 Scheidsrechter: Bohdan Benedik (SVK) |

|                                                                            |                                                                                |       |       |                                                                                   |
| 14 oktober EK 2000 kwalificatie № 206 «onderlinge duels» 19:30 uur (UTC+1) | Ierland                                                                        | 5 – 0 | Malta | Lansdowne Road, Dublin Toeschouwers: 34.500 Scheidsrechter: Roy Helge Olsen (UKR) |
| 14 oktober EK 2000 kwalificatie № 206 «onderlinge duels» 19:30 uur (UTC+1) | Robbie Keane 16' Robbie Keane 19' Roy Keane 53' Niall Quinn 62' Gary Breen 81' |       |       | Lansdowne Road, Dublin Toeschouwers: 34.500 Scheidsrechter: Roy Helge Olsen (UKR) |

|                                                                             |                   |       |                                            |                                                                                    |
| 18 november EK 2000 kwalificatie № 207 «onderlinge duels» 20:00 uur (UTC+1) | Malta             | 1 – 2 | Macedonië                                  | Ta' Qalistadion, Ta' Qali Toeschouwers: 4.000 Scheidsrechter: Sergei Shmolik (UKR) |
| 18 november EK 2000 kwalificatie № 207 «onderlinge duels» 20:00 uur (UTC+1) | Paul Sixsmith 69' |       | 49' Igor Nikolovski 63' Srdjan Zaharievski | Ta' Qalistadion, Ta' Qali Toeschouwers: 4.000 Scheidsrechter: Sergei Shmolik (UKR) |

### 1999
|                                                                         |                                        |       |                        |                                                                                |
| 27 januari Vriendschappelijk № 208 «onderlinge duels» 16:00 uur (UTC+1) | Malta                                  | 2 – 1 | Bosnië en Her.         | Ta' Qalistadion, Ta' Qali Toeschouwers: 1.000 Scheidsrechter: Marco Tura (SMR) |
| 27 januari Vriendschappelijk № 208 «onderlinge duels» 16:00 uur (UTC+1) | David Carabott 45' Carmel Busuttil 84' |       | 29' Hasan Salihamidžić | Ta' Qalistadion, Ta' Qali Toeschouwers: 1.000 Scheidsrechter: Marco Tura (SMR) |

|                                                                         |       |                 |       |                                                                                       |
| 3 februari Vriendschappelijk № 209 «onderlinge duels» 19:30 uur (UTC+1) | Malta | 0 – 1           | Polen | Ta' Qalistadion, Ta' Qali Toeschouwers: 300 Scheidsrechter: Alfredo Trentalange (ITA) |
| 3 februari Vriendschappelijk № 209 «onderlinge duels» 19:30 uur (UTC+1) |       | 90' Tomasz Kłos |       | Ta' Qalistadion, Ta' Qali Toeschouwers: 300 Scheidsrechter: Alfredo Trentalange (ITA) |

|                                                                             |       |                                                    |             |                                                                                     |
| 10 februari EK 2000 kwalificatie № 210 «onderlinge duels» 15:00 uur (UTC+1) | Malta | 0 – 3                                              | Joegoslavië | Ta' Qalistadion, Ta' Qali Toeschouwers: 7.000 Scheidsrechter: Pascal Garibian (FRA) |
| 10 februari EK 2000 kwalificatie № 210 «onderlinge duels» 15:00 uur (UTC+1) |       | 22' Albert Nagy 55' Albert Nagy 90' Savo Milošević |             | Ta' Qalistadion, Ta' Qali Toeschouwers: 7.000 Scheidsrechter: Pascal Garibian (FRA) |

|                                                                       |       |                                            |          |                                                                               |
| 10 maart Vriendschappelijk № 211 «onderlinge duels» 19:30 uur (UTC+1) | Malta | 0 – 2                                      | Moldavië | Ta' Qalistadion, Ta' Qali Toeschouwers: 350 Scheidsrechter: Roland Beck (LIE) |
| 10 maart Vriendschappelijk № 211 «onderlinge duels» 19:30 uur (UTC+1) |       | 74' Serghei Epureanu 87' Alexandru Suharev |          | Ta' Qalistadion, Ta' Qali Toeschouwers: 350 Scheidsrechter: Roland Beck (LIE) |

|                                                     |                     |       |                                             |                                                                              |
| 28 april Vriendschappelijk № 212 «onderlinge duels» | Malta               | 1 – 2 | IJsland                                     | Ta' Qalistadion, Ta' Qali Toeschouwers: 955 Scheidsrechter: Marco Tura (SMR) |
| 28 april Vriendschappelijk № 212 «onderlinge duels» | Michael Cutajar 44' |       | 36' Þórður Guðjónsson 54' Rikhardur Dadason | Ta' Qalistadion, Ta' Qali Toeschouwers: 955 Scheidsrechter: Marco Tura (SMR) |

|                                                                        |                                                                                 |       |                    |                                                                                           |
| 8 juni EK 2000 kwalificatie № 213 «onderlinge duels» 20:15 uur (UTC+3) | Joegoslavië                                                                     | 4 – 1 | Malta              | Kaftanzogliostadion, Thessaloniki Toeschouwers: 2.000 Scheidsrechter: Morgan Norman (SWE) |
| 8 juni EK 2000 kwalificatie № 213 «onderlinge duels» 20:15 uur (UTC+3) | Predrag Mijatović 34' Savo Milošević 48' Darko Kovačević 74' Savo Milošević 90' |       | 6' Nicholas Saliba | Kaftanzogliostadion, Thessaloniki Toeschouwers: 2.000 Scheidsrechter: Morgan Norman (SWE) |

|                                                                             |                                     |       |                    |                                                                                    |
| 21 augustus EK 2000 kwalificatie № 214 «onderlinge duels» 20:30 uur (UTC+2) | Kroatië                             | 2 – 1 | Malta              | Maksimirstadion, Zagreb Toeschouwers: 20.000 Scheidsrechter: Atanas Oezoenov (BUL) |
| 21 augustus EK 2000 kwalificatie № 214 «onderlinge duels» 20:30 uur (UTC+2) | Mario Stanić 34' Zvonimir Soldo 55' |       | 61' David Carabott | Maksimirstadion, Zagreb Toeschouwers: 20.000 Scheidsrechter: Atanas Oezoenov (BUL) |

|                                                                             |                                          |       |                                                    |                                                                                     |
| 8 september EK 2000 kwalificatie № 215 «onderlinge duels» 18:30 uur (UTC+2) | Malta                                    | 2 – 3 | Ierland                                            | Ta' Qalistadion, Ta' Qali Toeschouwers: 6.200 Scheidsrechter: Sorin Corpodean (ROU) |
| 8 september EK 2000 kwalificatie № 215 «onderlinge duels» 18:30 uur (UTC+2) | Brian Said 61' David Carabott 68' (pen.) |       | 13' Robbie Keane 20' Gary Breen 72' Steve Staunton | Ta' Qalistadion, Ta' Qali Toeschouwers: 6.200 Scheidsrechter: Sorin Corpodean (ROU) |

|                                                        |         |       |       |                                                                                 |
| 24 november Vriendschappelijk № 216 «onderlinge duels» | Libanon | 0 – 0 | Malta | Beiroetstadion, Beiroet Toeschouwers: 2.000 Scheidsrechter: Taleb Ramadan (LIB) |
| 24 november Vriendschappelijk № 216 «onderlinge duels» |         |       |       | Beiroetstadion, Beiroet Toeschouwers: 2.000 Scheidsrechter: Taleb Ramadan (LIB) |

|                                                                          |                           |       |         |                                                                                |
| 15 december Vriendschappelijk № 217 «onderlinge duels» 17:30 uur (UTC+1) | Malta                     | 1 – 0 | Libanon | Ta' Qalistadion, Ta' Qali Toeschouwers: 4.000 Scheidsrechter: Marco Tura (SMR) |
| 15 december Vriendschappelijk № 217 «onderlinge duels» 17:30 uur (UTC+1) | David Carabott 78' (pen.) |       |         | Ta' Qalistadion, Ta' Qali Toeschouwers: 4.000 Scheidsrechter: Marco Tura (SMR) |

Malta Football Association · A-internationals · Bondscoaches · Statistieken · Maltees vrouwenelftal · Malta U21 · Malta U20 · Malta U19 · Malta U18 · Malta U17 · Malta U16
1957 – 1959 ·
1960 – 1969 ·
1970 – 1979 ·
1980 – 1989 ·
1990 – 1999 ·
2000 – 2009 ·
2010 – 2019 ·
2020 − 2029
1957 · 
1958 · 
1959 · 
1960 · 
1961 · 
1962 · 
1963 · 
1964 · 
1965 · 
1966 · 
1967 · 1968 · 
1969 · 
1970 · 
1971 · 
1972 · 
1973 · 
1974 · 
1975 · 
1976 · 
1977 · 
1978 · 
1979 · 
1980 · 
1981 · 
1982 · 
1983 · 
1984 · 
1985 · 
1986 · 
1987 · 
1988 · 
1989 · 
1990 ·
1991 · 
1992 · 
1993 · 
1994 · 
1995 · 
1996 · 
1997 · 
1998 · 
1999 · 
2000 · 
2001 · 
2002 · 
2003 · 
2004 · 
2005 · 
2006 · 
2007 · 
2008 · 
2009 · 
2010 · 
2011 · 
2012 · 
2013 · 
2014 · 
2015 · 
2016 ·
2017 ·
2018 ·
2019 ·
2020 ·
2021 ·
2022
Albanië ·
Algerije ·
Andorra ·
Angola ·
Armenië ·
Azerbeidzjan ·
België ·
Bosnië en Herzegovina · 
Bulgarije ·
Canada ·
Centraal-Afrikaanse Republiek ·
Cyprus ·
DDR ·
Denemarken ·
Duitsland ·
Egypte ·
Engeland ·
Estland ·
Faeröer ·
Finland ·
Frankrijk ·
Gabon ·
Georgië ·
Gibraltar · 
Griekenland ·
Hongarije ·
Ierland ·
IJsland ·
Indonesië ·
Israël ·
Italië ·
Japan ·
Joegoslavië ·
Jordanië ·
Kaapverdië ·
Kazachstan ·
Koeweit ·
Kosovo ·
Kroatië ·
Letland ·
Libanon ·
Libië ·
Liechtenstein ·
Litouwen ·
Luxemburg ·
Moldavië ·
Nederland ·
Noord-Ierland ·
Noord-Macedonië ·
Noorwegen ·
Oekraïne ·
Oostenrijk ·
Polen ·
Portugal ·
Qatar ·
Roemenië ·
Rusland ·
San Marino ·
Schotland ·
Slovenië ·
Slowakije ·
Spanje ·
Thailand ·
Tsjechië ·
Tsjecho-Slowakije ·
Tunesië · 
Turkije · 
Venezuela · 
Verenigde Arabische Emiraten ·
Verenigde Staten ·
Wales ·
Wit-Rusland ·
Zuid-Afrika ·
Zuid-Korea ·
Zweden ·
Zwitserland
CONMEBOL: Bolivia · Chili  · Colombia · Ecuador · Uruguay · Venezuela

UEFA: Albanië · Andorra · Armenië · Azerbeidzjan · België · Bosnië en Herzegovina · Bulgarije · Cyprus · Denemarken · (West-)Duitsland · Duitse Democratische Republiek · Engeland · Estland · Faeröer · Finland · Frankrijk · Georgië · Griekenland · Hongarije · IJsland · Ierland · Israël · Italië · Joegoslavië · Kroatië · Letland · Liechtenstein · Litouwen · Luxemburg · Malta · Moldavië · Nederland · Noord-Ierland · Noord-Macedonië · Noorwegen · Oekraïne · Oostenrijk · Polen · Portugal · Roemenië · Rusland · San Marino · Schotland · Slovenië · Slowakije · Sovjet-Unie/GOS ·  Spanje · Tsjechië · Tsjecho-Slowakije · Turkije · Wales · Wit-Rusland · Zweden · Zwitserland

AFC: Kazachstan

CAF: Madagaskar

CONCACAF: Belize · Canada